# Grenada North
Grenada North  est une petite banlieue située au nord de la cité de Wellington, qui est la capitale de la Nouvelle-Zélande.

## Situation
Elle est localisée à 5 km au sud de la ville de Porirua et à 13 km au nord du centre de la cité de Wellington.
Sa limite ouest est formée par la Highway 1/SH 1N et par Takapu Road.
On peut accéder à l’avenue de la Réserve  à partir de Caribbean Drive.

## Toponymie
La banlieue elle-même a été dénommée d’après la ville de Grenada dans les Caraïbes et la plupart des rues sont dénommées d’après les îles des Caraïbes.

## Histoire
La banlieue fut développée par la société Glendene Developments Ltd en 1970 et appelée à l’origine Glendene.
Il fut espéré pouvoir faire rapidement la jonction avec la banlieue de Grenada située plus loin au sud.
Pour satisfaire la demande croissante en éducation dans les banlieues les plus au nord, la construction d’une nouvelle école nommée :  Glendene Secondary School fut proposée, mais en 1980, il fut décidé que cette nouvelle école secondaire mixte n’était pas nécessaire et pourrait ne jamais l’être.
Aussi, le site de 14,5 hectares avec les terrains de sports, localisés dans Jamaica Drive, développés par le gouvernement, furent loués au Conseil de la cité de Wellington pour les utiliser comme terrains de jeux  et furent, alors, bien plus tard en 1989, vendus au conseil de la cité. D'ailleurs les zones résidentielles sud en direction de Grenada commencent seulement en 2015 à être construites.

## Démographie
En 2006, elle avait 336 habitants dans 105 logements occupés.
Grenada North compte 53 % d’hommes et a une population plus jeune que celle de l’ensemble de la cité de Wellington, avec 3,5 % de personnes de 65 ans ou plus) (comparé aux 11,5 % de Wellington).
Elle a un plus important pourcentage de minorités que l’ensemble de Wellington avec : 28 % de Māori (comparés aux 13 % dans  Wellington), 20 % de personnes originaires des îles du Pacifique (comparées aux 8 % dans Wellington), 12 % d’asiatiques (comparés aux 8 %), et  4 % venant du Moyen-orient/ Amérique Latine/Afrique (comparés au 1 % dans le reste de Wellington).
La population est moins bien éduquée que celle de Wellington dans son ensemble, avec 34 % de personnes de 15 ans ou plus n’ayant aucune qualification formelle (comparés aux 20 % de Wellington), et seulement 30 % ayant une qualification post-scolaire (comparés aux 46 % dans Wellington).
Il y a un pourcentage plus faible d’emplois de bureau que dans Wellington et un nombre de travailleurs de l’industrie plus élevé tels que des techniciens, commerciaux, travailleurs manuels, laboureurs, et opérateur de machines.
Le revenu médian est similaire à celui de Wellington dans son ensemble mais plus de travailleurs sont payés dans la tranche 30,000 à 50,000 $ (35 % comparés à 23 %), et moins sont payés plus de 50,000 $ (12 % comparés à 23 %).
Les logements pour une famille sont plus communs (77 % comparés à 67 %) et les logements pour une personne seule sont moins communs (12 % comparés à 25 % au niveau de la cité de Wellington).
Tous les propriétaires de logement possèdent au moins un véhicule à moteur et environ les deux-tiers des propriétaires en possèdent au moins deux

## Vue aérienne

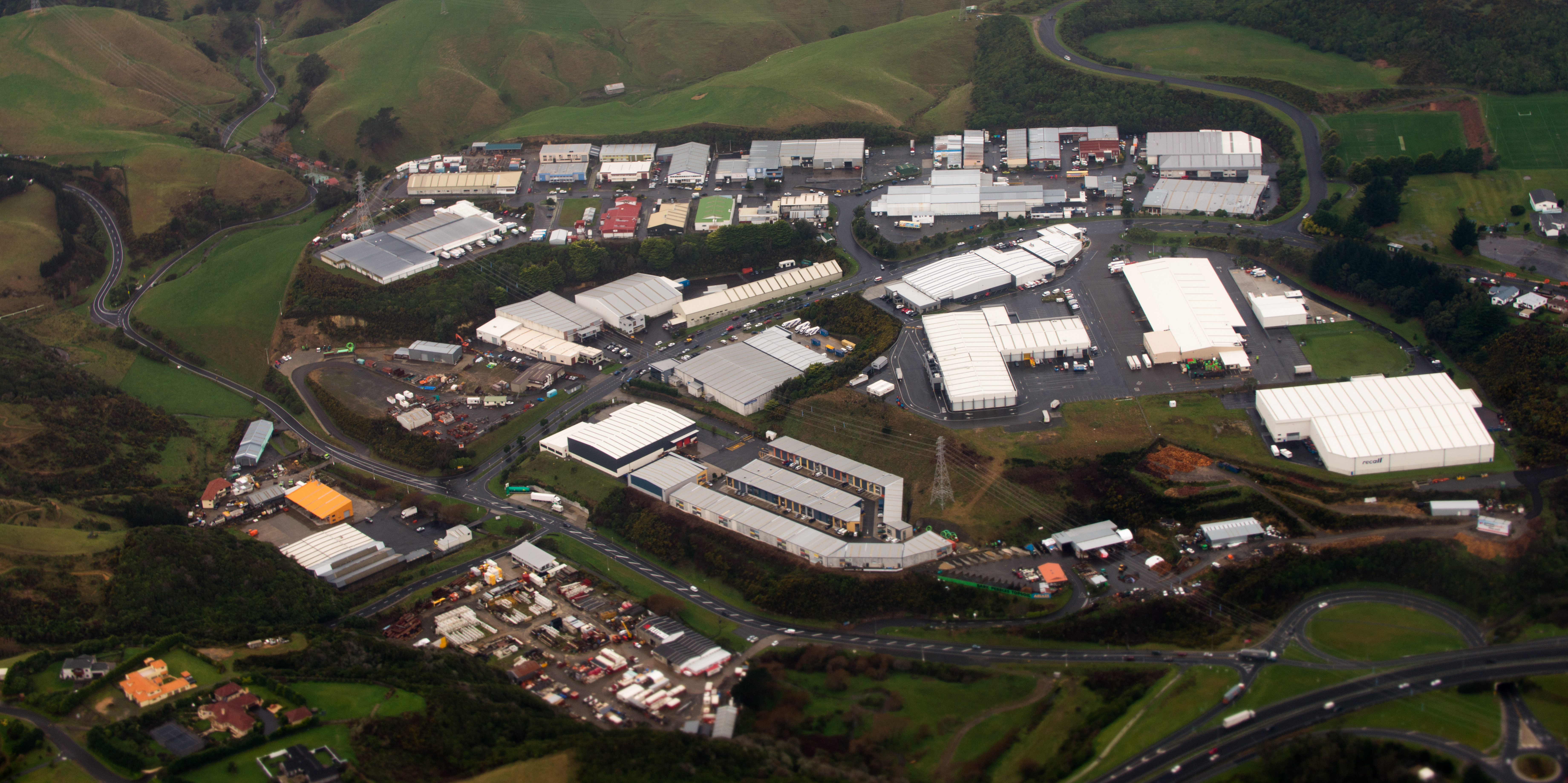
Zone commerciale et industrielle de Grenada North, dans le coin nord-ouest, en faisant face au sud-est